# الطيارة (كعيدنة)

تعديل مصدري - تعديل

الطيارة هي إحدى قرى عزلة كعيدنة بمديرية كعيدنة التابعة لمحافظة حجة، بلغ تعداد سكانها 503 نسمة حسب تعداد اليمن لعام 2004.